# 明星帝國娛樂
明星帝國娛樂（韩语：／）是韓國的一家唱片公司，當前藝人包括ARIAZ等。

## 旗下藝人

### 組合
| 出道年份 | 組合名稱 | 性別 | 成員       | 隊長 | 狀況   | 粉絲名稱 | 官方應援色 |
| -------- | -------- | ---- | ---------- | ---- | ------ | -------- | ---------- |
| 2019     | ARIAZ    | 女   | 多願、施賢 |      | 活動中 | 아쯔     |            |

## 已離開藝人
- 吳智昊
- 朱利安·姜
- 南賢俊（朝鲜语：팝핀현준）
- V.O.S（朝鲜语：V.O.S）
- 洪秀兒
- Jewelry
- ZE:A（單飛不解散）
- SoReal
- Nine Muses
- IMFACT
- 金潤智（ARIAZ）
- 崔予利（ARIAZ）
- 張效經（ARIAZ）

### 已離開練習生
- 陳世娫（2008年在明星帝國娛樂度過了短暫的練習生生活，曾在Jewelry的小分隊“jewelry S”的舞台上擔任過伴舞[2]。後轉投Earlybird Entertainment以演員身份出道）
- 李承桓（ROMEO）
- 許秀娟（Jewelry預備成員，轉投MBK娛樂，現為DIA成員）
- 朴夏怡（Jewelry預備成員，《PRODUCE 101》參賽者，2017年轉投HUB娛樂Solo出道）
- 沈彩誾（《PRODUCE 101》參賽者，前LOEN娛樂及STARSHIP娛樂練習生，ARIAZ預備成員）
- 金宇靜（《PRODUCE 101》參賽者，轉投Happy Face娛樂，後再轉投Dal Crew娛樂及DreamT娛樂）
- 韓惠里（《PRODUCE 101》參賽者，ARIAZ預備成員）
- 李施恩（ARIAZ預備成員）
- 李娥羅（ARIAZ預備成員）
- 崔源智（ARIAZ預備成員）

## 外部連結
- YouTube上的
- Star Empire Entertainment-BLOG （页面存档备份，存于）